# Heterogramma pyramusalis
Heterogramma pyramusalis är en fjärilsart som beskrevs av Druce. Heterogramma pyramusalis ingår i släktet Heterogramma och familjen nattflyn. Inga underarter finns listade i Catalogue of Life.